# (36410) 2000 OL49
2000 OL49 (asteroide 36410) é um asteroide da cintura principal. Possui uma excentricidade de 0.15405930 e uma inclinação de 6.66785º.
Este asteroide foi descoberto no dia 31 de julho de 2000 por LINEAR em Socorro.